# Władysław Góra
Władysław Góra (ur. 16 listopada 1918 w Siedlcach, zm. 26 stycznia 2009) – polski historyk, uczestnik II wojny światowej w szeregach armii Andersa, działacz partyjny, profesor nauk humanistycznych.

## Życiorys
Urodził się w rodzinie robotniczej w Siedlcach jako syn Adama i Heleny. Po ukończeniu szkoły powszechnej w 1932 został elektrykiem. W czasie II wojny światowej do 1942 przebywał w ZSRR. Następnie w marcu 1942 roku wstąpił do armii Andersa. Armię opuścił latem 1944 roku by przez kolejne dwa lata pracować w rafinerii ropy naftowej w palestyńskiej Hajfie. Do Polski wrócił jesienią 1946 roku. Zamieszkał w Łodzi. Tam wstąpił do PPR i rozpoczął pracę w Zarządzie Wojewódzkim ZWM, jako kierownik Wydziału Propagandy, następnie jako kierownik referatu w Zarządzie Głównym Związku Młodzieży Polskiej (1948-1950). Równolegle  pracował jako instruktor, a później starszy asystent w wojewódzkiej szkole partyjnej przy Komitecie Wojewódzkim PPR (potem PZPR). W latach 1946–1949 studiował historię na Uniwersytecie Łódzkim (praca mgr Gwardia i Armia Ludowa w województwie łódzkim). W 1950 przeprowadził się do Warszawy, gdzie pracował w Wydziale Historii Partii, a następnie Zakładzie Historii Partii przy KC PZPR. W latach 1967–1971 był wykładowcą w Akademii Wychowania Fizycznego, gdzie kierował Zakładem Nauk Politycznych. Po likwidacji Zakładu Historii Partii w 1971 roku był wykładowcą Wyższej Szkoły Nauk Społecznych przy KC PZPR. 30 czerwca 1960 obronił pracę doktorską PPR w walce o podział ziemi obszarniczej 1944–1945 (promotor: Henryk Jabłoński). W 1967 roku habilitował się na podstawie rozprawy Rozwój i działalność partii robotniczych w Polsce Ludowej 1944–1964. W 1973 został profesorem nadzwyczajnym, w 1979 – zwyczajnym. Na emeryturę przeszedł w 1982. Już jako rencista (od 1982) kierował Zakładem Dziejów ZSRR i Stosunków Polsko-Radzieckich w Instytucie Krajów Socjalistycznych Polskiej Akademii Nauk. 
Opublikował ponad 700 prac (książki, rozprawy, artykuły, referaty, recenzje), głównie z zakresu historii PRL oraz komunistycznego ruchu oporu. Był członkiem ZBoWiD (członek Prezydium Komisji Historycznej Zarządu Głównego) oraz działaczem PRON (członek Zarządu Osiedlowego Warszawa Mokotów Północny). Został pochowany na cmentarzu Północnym w Warszawie.

## Nagrody i odznaczenia
- 2 nagrody resortowe
- Nagroda tygodnika Polityka (1962)
- Nagroda w konkursie imienia Wincentego Rzymowskiego (1969)
- Nagroda Trybuny Ludu (1975 - zespołowa dla autorów książki Ruch robotniczy w Polsce Ludowej (1975)[5] oraz indywidualna 1978[6])
- Nagroda Wydawnictwa "Epoka" (1980)
- Nagroda Towarzystwa Naukowego Jabłonowskich (NRD, 1984)
- Krzyż Komandorski Orderu Odrodzenia Polski
- Krzyż Oficerski Orderu Odrodzenia Polski
- Krzyż Kawalerski Orderu Odrodzenia Polski
- Medal 40-lecia Polski Ludowej
- Srebrny Medal „Za zasługi dla obronności kraju”
- Medal Komisji Edukacji Narodowej
- Honorowa Odznaka miasta Łodzi

## Publikacje
- O Polskę Ludową: zbiór wierszy i pieśni z lat 1941–1951, w przygotowaniu materiałów udział wzięli E. Markowa i Wł. Góra, oprac i wstępem opatrzył Wiktor Woroszylski; oprac. graf. Stanisława Töpfera, Warszawa: „Książka i Wiedza” 1952.
- W dziesiątą rocznicę powstania Polskiej Partii Robotniczej: (materiały i dokumenty): styczeń 1942 r.-grudzień 1948 r., zebr.: E. Markowa i W. Góra, Warszawa: „Książka i Wiedza” 1952.
- Kształtowanie się podstaw programowych Polskiej Partii Robotniczej w latach 1942–1945 : wybór materiałów i dokumentów, oprac. Władysław Góra, Warszawa: Książka i Wiedza 1958.
- Z dziejów współdziałania partyzantów polskich i radzieckich na ziemiach polskich w latach hitlerowskiej okupacji, Warszawa: Wiedza Powszechna 1958.
- PPR w walce o utrwalenie władzy ludowej: od PKWN do Rządu Jedności Narodowej, Warszawa: Książka i Wiedza 1958.
- PPR: rezolucje, odzewy, instrukcje i okólniki Komitetu Centralnego VIII 1944 – XII 1945, oprac. W. Góra, R. Halaba, N. Kołomejczyk, Warszawa: Książka i Wiedza 1959.
- Reforma rolna PKWN: materiały i dokumenty, red. Władysław Góra, Warszawa: Państwowe Wydawnictwo Rolnicze i Leśne 1959.
- Wyzwolenie Polski i budowa Państwa Ludowego 1944–1945, oprac. W. Góra, R. Halaba, N. Kołomiejczyk, Warszawa: Państwowe Zakłady Wydawnictw Szkolnych 1959.
- PPR: rezolucje, odezwy, instrukcje i okólniki Komitetu Centralnego: I 1946-I 1947, oprac. zespół: W. Góra, R. Halaba, N. Kołomejczyk, Warszawa: „Książka i Wiedza” 1961.
- Z najnowszych dziejów Polski 1939–1947, pod red. Władysława Góry i Janusza Gołębiowskiego, Warszawa: Państwowe Zakłady Wydawnictw Szkolnych 1961.
- Zarys historii polskiego ruchu robotniczego: lipiec 1944 – styczeń 1947, red. Władysław Góra, Warszawa: „Książka i Wiedza” 1961.
- Powstanie, program i działalność Polskiej Partii Robotniczej: sesja naukowa 2 i 3 marca 1962 r., Opole: Instytut Śląski: Referat Historii Partii KW PZPR 1962.
- PPR w walce o podział ziemi obszarniczej, Warszawa: Książka i Wiedza 1962.
- Rola PPR w historycznym przeobrażeniu stosunków polsko-radzieckich, Warszawa: Towarzystwo Przyjaźni Polsko-Radzieckiej 1962.
- Ruch młodzieżowy w latach 1944–1948, Warszawa: „Iskry” 1962.
- Kazetemowcy: zbiór szkiców i biograficznych wspomnień, pod red. Romany Toruńczyk i Władysława Góry, przedm. S. Wygodzki, Warszawa: „Iskry” 1963.
- PPR w walce o niepodległość i władzę ludu: materiały sesji naukowej poświęconej XX rocznicy powstania PPR, obradującej w Warszawie 14-15 VI 1962 r., red. Władysław Góra, Warszawa: „Książka i Wiedza” 1963.
- W walce o sojusz robotniczo-chłopski: wybór dokumentów i materiałów 1944-1949, red. odp. Władysław Góra, Warszawa: Ludowa Spółdzielnia Wydawnicza 1963.
- Takie były początki, zespół red. Władysław Góra, Helena Kamińska, Józef Paszta, Warszawa: „Książka i Wiedza” 1965.
- Walka młodych pokoleń: materiały konferencji historyków ruchu młodzieżowego, Warszawa 7-9 grudnia 1962 r., red. Władysław Góra, Warszawa: „Książka i Wiedza” 1965.
- Byli z nami: o działalności radzieckich partyzantów na ziemiach polskich, zebrali i oprac., przypisami zaopatrzyli Władysław Góra, Stanisław Wroński, z ros. przeł. Mieczysław Lidert, S. Wroński, Warszawa: Wydawnictwo Ministerstwa Obrony Narodowej 1966.
- Z dziejów Polski Ludowej: zbiór artykułów, pod red. Władysława Góry i Janusza Gołębiowskiego, Warszawa: Państwowe Zakłady Wydawnictw Szkolnych 1966.
- (współautor: Stanisław Okęcki) Niemcy antyfaszyści w polskim ruchu oporu, Poznań: Wydawnictwo Poznańskie 1966.
- Rozwój i działalność partii robotniczych w Polsce Ludowej (na tle sytuacji ogólnej) 1944-1964, Warszawa: Zakład Historii Partii przy KC PZPR: Wyższa Szkoła Nauk Społecznych przy KC PZPR. Wydział Historyczno-Socjologiczny 1966.
- 1944–1947. W walce o utrwalanie władzy ludowej w Polsce, kom. red. Jan Czapla, przygot. do wyd. Władysław Góra i Ryszard Halaba, przedm. W. Machejek, Warszawa: „Książka i Wiedza” 1967.
- Z dziejów Polskiej Zjednoczonej Partii Robotniczej, Warszawa: Wydział Propagandy i Agitacji KC PZPR 1967.
- (współautor: Ryszard Halaba) O utworzenie i utrwalenie władzy ludowej 1944-1948 : wybrane zagadnienia, Warszawa: Ministerstwo Obrony Narodowej 1968.
- 1944... Kielecczyzna w walce o lepsze jutro, red. Władysław Góra, Warszawa: „Książka i Wiedza” 1969.
- Problemy wojny i okupacji 1939–1944 : zbiór artykułów, pod red. Władysława Góry i Janusza Gołębiowskiego, Warszawa: Państwowe Zakłady Wydawnictw Szkolnych 1969.
- Reforma rolna PKWN, Warszawa: Wydawnictwo „Książka i Wiedza” 1969.
- Podstawy nauk politycznych: wykłady. Cz. 1, pod red. W. Góry, wyd. 2 popr., Warszawa: Wydawnictwo AWF 1970.
- Reformy agralne w europejskich państwach demokracji ludowej 1944-1948, Warszawa: Centralna Szkoła Partyjna przy KC PZPR 1970.
- Z dziejów ziemi kieleckiej 1918-1944. Cz. 1, red. Władysław Góra, Warszawa: Książka i Wiedza 1970.
- Antyhitlerowska działalność Polaków na Węgrzech i Bałkanach, red. nauk. Władysław Góra, Stanislaw Okęcki, Warszawa: Państwowe Zakłady Wydawnictw Szkolnych 1971.
- Powstanie władzy ludowej w Polsce: z zagadnień kształtowania się zalążków ludowego aparatu władzy w latach 1943–1944, Warszawa: „Książka i Wiedza” 1972.
- Rewolucja i władza ludowa w krajach europejskich 1944-1948, red. nauk. Władysław Góra, Norbert Kołomejczyk, Warszawa: „Książka i Wiedza” 1972.
- (współautorzy: Mieczysław Juchniewicz, Julian Tobiasz) Udział Polaków w radzieckim ruchu oporu, Warszawa: Państwowe Zakłady Wydawnictw Szkolnych 1972.
- (współautor: Stanisław Okęcki) Walczyli o nowe Niemcy: niemieccy antyfaszyści w ruchu oporu na ziemiach polskich, Warszawa: Książka i Wiedza 1972.
- (współautor: Stanisław Okęcki) Walczyli o nowe Niemcy: niemieccy antyfaszyści w ruchu oporu na ziemiach polskich, Warszawa Książka i Wiedza 1972.
- PPR: rezolucje, odzewy, instrukcje i okólniki Komitetu Centralnego: [dokumenty]. I 1947-XII 1948, Warszawa: Książka i Wiedza 1973.
- Reformy agralne w europejskich państwach demokracji ludowej 1944-1948, Warszawa: Ludowa Spółdzielnia Wydawnicza 1973.
- Polska Rzeczpospolita Ludowa 1944-1974, Warszawa: „Książka i Wiedza” 1974.
- Ruch robotniczy w Polsce Ludowej: praca zbiorowa, pod red. Janusza W. Gołębiowskiego i Władysława Góry, Warszawa: „Wiedza Powszechna” 1975.
- Dekret PKWN o reformie rolnej, oprac. Władysław Góra, Lublin: Wydawnictwa Lubelskie 1979.
- Für unsere und eure Freiheit: Deutsche antifaschisten im polnischen Widerstandskampf, von Norbert Rösler und Eduard Ullmann ins Deutsche übers, Berlin: Militärverl. der Deutschen Demokratischen Republik 1975.
- Ruch robotniczy w województwie łódzkim w latach 1945–1955 : zbiór artykułów i szkiców, pod red. Władysława Góry, Łódź: Wydawnictwo Łódzkie 1976.
- Rozwój i działalność PZPR 1948-1975 : materiały sesji naukowej poświęconej 30 rocznicy zjednoczenia ruchu robotniczego w Polsce, red. nauk. Władysław Góra, Warszawa: WSNS. Instytut Ruchu Robotniczego 1977.
- Polska Zjednoczona Partia Robotnicza: od I do VII Zjazdu: (1948-1978), Warszawa: Wydawnictwo Ministerstwa Obrony Narodowej 1978.
- (współautor: Zenon Jakubowski) Z dziejów organów bezpieczeństwa i porządku publicznego w województwie lubelskim 1944-1948, Lublin: Wydawnictwo Lubelskie 1978.
- Zjednoczenie ruchu robotniczego w socjalistycznych krajach Europy: 1946-1948, red. nauk. Janusz Wojciech Gołębiowski i Władysław Góra, Warszawa: „Książka i Wiedza” 1978.
- Partie i stronnictwa polityczne a ruch młodzieżowy w Polsce Ludowej 1944-1978. Sympozjum naukowe, 5 marca 1978 r., red. nauk. Władysław Góra, Warszawa: WSNS 1979.
- Refleksje nad historią Polski Ludowej, Lublin: „Wydawnictwo Lubelskie” 1979.
- Ruch robotniczy na Białostocczyźnie w XIX i XX wieku, pod red. Władysława Góry, Warszawa: „Książka i Wiedza” 1979.
- Volksrepublik Polen, ein Abriss. übers. sus dem Pol.: Bruno Buchta und Johannes Kalisch, Berlin: Deutscher Verl. der Wissenschaften 1979.
- Kielecczyzna w latach Trzyletniego Planu Odbudowy 1947-1949 : zbiór artykułów, pod red. Władysława Góry, Kielce: WSP – KW PZPR 1981.
- 100 let pol’skogo rabočego dviženija, Warszawa: „Interpress”, po zakazu Min. inostrannych del Pol’skoj Narodnoj Respubliki 1982.
- A lengyel munkásmozgalom 100 éve, Budapest: Lengyel Tájékoztató es Kulturális Központ 1982.
- O utrwalenie władzy ludowej w Polsce 1944-1948 : zbiór artykułów, pod red. Władysława Góry i Ryszarda Halaby, Warszawa: „Książka i Wiedza” 1982.
- Studia z najnowszych dziejów ruchu robotniczego na Białostocczyźnie, pod red. Władysława Góry, Warszawa: PWN 1982.
- Wspólne tradycje: współdziałanie polskiego i niemieckiego ruchu robotniczego: wybór dokumentów i materiałów t. 1: 1847-1950, poszczeg. okresy oprac. H. Gemkow, kom. red. Heinrich Gemkow i Władysław Góra, Warszawa: „Książka i Wiedza” 1983.
- Wizja Polski Ludowej i przeobrażeń społecznych w programie PPR [Polskiej Partii Robotniczej], Warszawa: „Książka i Wiedza” 1984.
- Wojna i okupacja na ziemiach polskich 1939–1945, Warszawa: „Książka i Wiedza” 1984.
- (współautor: Karol Grünberg), Geneza i pierwsze lata Polski Ludowej: 1944-1949, Warszawa: Instytut Krajów Socjalistycznych Polskiej Akademii Nauk 1985.
- Reformy agrarne i początki socjalistycznej przebudowy wsi w europejskich państwach socjalistycznych, Warszawa: Polska Zjednoczona Partia Robotnicza, Akademia Nauk Społecznych 1985.
- Trudny start: z dziejów Polski Ludowej 1944–1947, Warszawa: Instytut Wydawniczy Związków Zawodowych 1985.
- Od Bugu do Wisły, aut. tekstu wiodącego Władysław Góra, Warszawa: Krajowa Agencja Wydawnicza 1986.
- Odbudowa: z dziejów Polski Ludowej 1947-1949, Warszawa: Instytut Wydawniczy Związków Zawodowych 1986.
- Polska Ludowa 1944-1984 : zarys dziejów politycznych, Lublin: Wydawnictwo Lubelskie 1986.
- Sport robotniczy – tradycje, osiągnięcia, pod red. Władysława Góry, Warszawa: „Sport i Turystyka” 1986.